# 天守に花匂い立つ
江戸切絵『天守に花匂い立つ』（てんしゅにはなにおいたつ）は宝塚歌劇団のミュージカル作品。宝塚・東京は15場。
雪組公演。作・演出は柴田侑宏。
宝塚・東京における本公演と地方公演の併演作品は『ブライト・ディライト・タイム』。

## 解説
※『宝塚歌劇100年史（舞台編）』の宝塚大劇場公演参考。
元禄末期、泰平の世の武士の生き方に疑念を持つ一城の若君の、恋と生き様を描く。

## あらすじ
※『宝塚歌劇100年史（舞台編）』の宝塚大劇場公演参考。
仙台伊達藩、萩山城の城主・加納将監の嫡子・加納真之介宗治は、武士としての生き方や腰元・ゆきとの恋を巡ってしばしば父と対立し、仲間たちと城下町で遊ぶ毎日を送っていた。しかし、弟の小次郎が普請奉行に任命された工事で、御用金が奪われる事件が起こる。同時期、真之介のためを思ってゆきが失踪、混乱の中、真之介は小次郎の窮地を救うため馬を飛ばしていく。

## 公演期間と公演場所
- 1990年1月1日 - 2月13日（新人公演：1月19日） 宝塚大劇場
- 1990年4月5日 - 4月29日（新人公演：4月17日） 東京宝塚劇場
- 1990年9月8日 - 9月30日 地方公演（9月8日・高松、10日・守山、11日・半田、12日・松阪、14日・豊田、15日・亀山、16日・安城、18日・川口、19日・日立、21-23日・仙台、24日・多賀城、26日・市川、27日・茅ヶ崎、29日・八日市、30日・鯖江）

## スタッフ（宝塚・東京）
※氏名の後ろに「宝塚」、「東京」の文字がなければ両公演共通
- 作曲・編曲：寺田瀧夫
- 編曲：吉田優子
- 音楽指揮：野村陽児（宝塚）、伊沢一郎（東京）
- 振付・擬闘：花若春秋
- 装置：大橋泰弘
- 装置補：阪本保
- 衣装：中川菊枝
- 照明：今井直次
- 小道具：榎本満春
- 効果：扇野信夫
- 音響監督：松永浩志
- 演出助手：小池修一郎、木村信司
- 舞台進行：川口俊一
- 製作担当：津村健二（東京）
- 制作：高野賢一

## 配役

### 宝塚・東京
※氏名の後ろに「宝塚」、「東京」の文字がなければ両公演共通
本公演
- 加納真之介宗治 - 杜けあき
- ゆき - 鮎ゆうき
- 加納小次郎清高 - 一路真輝
- 柴山主水正 - 北斗ひかる
- 小梅 - 仁科有理
- 時姫 - 美月亜優
- さわ - 真咲佳子
- 加納将監正典 - 箙かおる
- 田村作左衛門 - 鈴鹿照
- 松浦 - 藤京子
- 尾上 - 花鳥いつき
- お勝 - 高ひづる
- 副島勇之助 - 飛鳥裕
- 水野又一郎 - 古代みず希
- 倉田尚吾 - 海峡ひろき
- 藤江十四郎 - 轟悠
- 岩佐半之丞 - 和央ようか
- 竜岡甲子郎 - 高嶺ふぶき
- 竹次 - 毬央みつき（宝塚）、地矢晃（東京）
- 石堂 - 醐代かつら（宝塚）、和光一（東京）
- 北村 - 和光一（宝塚）、葛城七穂（東京）

新人公演
- 加納真之介 - 轟悠
- ゆき - 五条まい
- 小次郎 - 和央ようか
- 時姫 - 朝霧舞
- 加納将監 - 和光一
- 柴山主水正 - 風見玲央
- 小梅 - 夏生かおり
- さわ - 灯奈美
- 竜岡甲子郎 - 毬央みつき（宝塚）、多彩しゅん（東京）
- 倉田尚吾 - ?（宝塚）、はやせ翔馬（東京）
- 山野三九郎 - ?（宝塚）、水城なつみ（東京）

### 地方公演
- 加納真之介 - 杜けあき
- ゆき - 鮎ゆうき
- 加納小次郎 - 一路真輝
- 時姫 - 美月亜優
- 竜岡甲子郎 - 海峡ひろき
- 小梅 - 仁科有理
- 柴山主水正 - 北斗ひかる
- 加納将監 - 箙かおる
- さわ - 真咲佳子
- 田村作左衛門 - 鈴鹿照
- 松浦 - 一原けい